# Grete Weiskopf

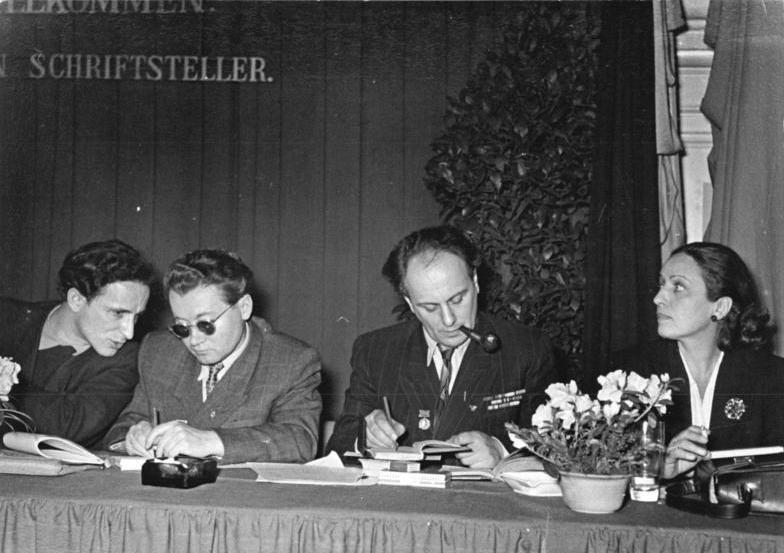
Grete Weiskopf (rechts), 1954

Grete Weiskopf (geboren als Margarete Bernheim, Pseudonym Alex Wedding, 11. Mai 1905 in Salzburg, Österreich-Ungarn; gestorben 15. März 1966 in Saalfeld/Saale, DDR) war eine Kinder- und Jugendbuchautorin. Alex Wedding gilt als Wegbereiterin der sozialistischen Kinder- und Jugendliteratur.

## Leben
Grete Bernheim war Kind einer armen jüdischen Familie. Ihr Vater arbeitete als kaufmännischer Angestellter, wurde allerdings arbeitslos. Sie hatte zwei Brüder und eine Schwester. Schon damals machte sie sich Gedanken über Menschen und Verhältnisse, die ihr Leben bestimmten:  
„Mich bedrängten Dinge, die von den Menschen in meiner Umgebung als unvermeidliche Tatsachen hingenommen wurden, mit denen man sich abzufinden hatte. Warum führten Menschen eigentlich Kriege? Warum gab es Rassenhass? Warum musste es Arme und Reiche geben? Weder in der Schule noch von meinen Eltern erhielt ich je eine Erklärung, die mich überzeugte." 
Sie besuchte die Volksschule und vier Jahre die Mittelschule. Danach machte sie eine Banklehre in Salzburg und zog dann nach Innsbruck, wo sie in einem Warenhaus arbeitete.  Sie wohnte in einer „Arbeiter-Mietskaserne“ und lernte das proletarische Milieu kennen. Durch ihre Vermieter wurde sie auf sozialistische und kommunistische Schriften aufmerksam.
Ab 1925 verdiente Bernheim ihr Geld als Stenotypistin, Buchhändlerin und Bankangestellte in Berlin. Hier wohnte schon ihre Schwester Gertrud, die mit Wieland Herzfelde verheiratet war. Noch im selben Jahr wurde sie Mitglied der KPD und bemerkte dazu: "Ich wollte mein Teil zur Verwirklichung unseres Zieles tun, meinen Kampf um eine gerechte Gesellschaftsordnung leisten. Mein Mittel wurde das Schreiben."
1928 heiratete sie den aus der Tschechoslowakei stammenden Autor Franz Carl Weiskopf (1900–1955), Mitglied der KPD und des Bundes proletarisch-revolutionärer Schriftsteller (BPRS), dem auch sie beitrat. Sie lebten von 1928 bis 1933 in Berlin-Reinickendorf. Was faszinierte sie an ihm? „Franz war einer der belesensten und gebildetsten Menschen, die mir bisher begegnet waren. Er besaß ein ungemein feines Sprachgefühl und beherrschte schon damals viele Sprachen, in allen, auch in seiner deutschen Muttersprache, verriet der so anziehende Klang seiner Stimme seine Prager Herkunft. Das Böhmische war mir vertraut. Es erinnerte an meine Mutter, an meine Onkel und Tanten, die aus Pilsen stammten.“ Und sie bekannte: „Er war es, der mein Talent entdeckte, der mich zum Schreiben immer wieder ermutigte, wenn ich verzagen wollte. Er war es auch, der mich schon früh darin bestärkte, für wichtige Leser – für euch Kinder – zu schreiben.“
1931 erschien unter dem Pseudonym Alex Wedding im Malik-Verlag, den ihr Schwager Wieland Herzfelde leitete, ihr erstes Jugendbuch, Ede und Unku, das bei der Bücherverbrennung 1933 in Deutschland mitvernichtet wurde. In Ede und Unku verarbeitete sie eigene Erlebnisse mit Unkus Familie. Sie beschreibt im ersten Kapitel der Nachkriegsauflagen, wie sie das Sinti-Mädchen Erna "Unku" Lauenburger 1929 kennenlernte und ihre ganze Familie lieb gewann, wie sie sich über Spott und Verachtung der „spießigen Nachbarn“ hinwegsetzte.

Warum sie Kinderbuchautorin wurde, erklärt sie so: 
„Als einen der anziehendsten und liebenswertesten Charakterzüge am Menschen schätze ich die Kindlichkeit. Ich liebe sie bei Erwachsenen, und ich liebe sie bei jenen, die sie im höchsten Maß besitzen: bei den Kindern. Deshalb wählte ich gerade sie zu meinen Lesern. Ich wollte ihren naiven und ernsten Erlebnissen, ihren Wünschen und Wunschträumen, denen sie selbst noch nicht Ausdruck verleihen können, Form geben."
Auf die Frage von Kindern, wie sie auf das Pseudonym Alex Wedding kam,:antwortete sie
„Mein männliches Pseudonym habe ich mir gewählt, weil ich selbst als Kind schlechte Bücher gelesen habe, die von Tanten geschrieben waren: ich wollte keine solche Tante sein und auch keinem Vorurteil von seiten meiner Leser begegnen. Im übrigen ist „Wedding“ ein Stadtteil Berlins, in dem sehr viele Arbeiter wohnen und für deren Kinder ich hauptsächlich schreiben wollte, und der „Alex“ ist ja unser Alexanderplatz.“
Nach der Machtübergabe an die Nationalsozialisten floh sie mit ihrem Mann nach Prag und später nach Paris. 1939 weilten sie auf Einladung des Amerikanischen Schriftstellerverbandes in New York und blieben, da der Zweite Weltkrieg ausbrach, dort im Exil.
Nach dem Ende des Krieges kehrten sie 1949 kurzzeitig nach Prag zurück. Noch im selben Jahr begann ihr Mann eine Tätigkeit im diplomatischen Dienst der ČSR, und sie zogen nach Washington, D.C. und 1949/50 nach Stockholm. Von 1950 bis 1952 lebten sie in der Volksrepublik China, wo Alex Wedding als Übersetzerin und Korrespondentin arbeitete. Von 1953 bis zu ihrem Tode lebte sie in der DDR, ab 1954 im „Haus des Kindes“ am Strausberger Platz 19 in Berlin-Friedrichshain. Sie wurde 1956 Mitglied der Deutschen Akademie der Künste. Nach dem Tod ihres Mannes 1955 betreute sie die Herausgabe seiner Werke.

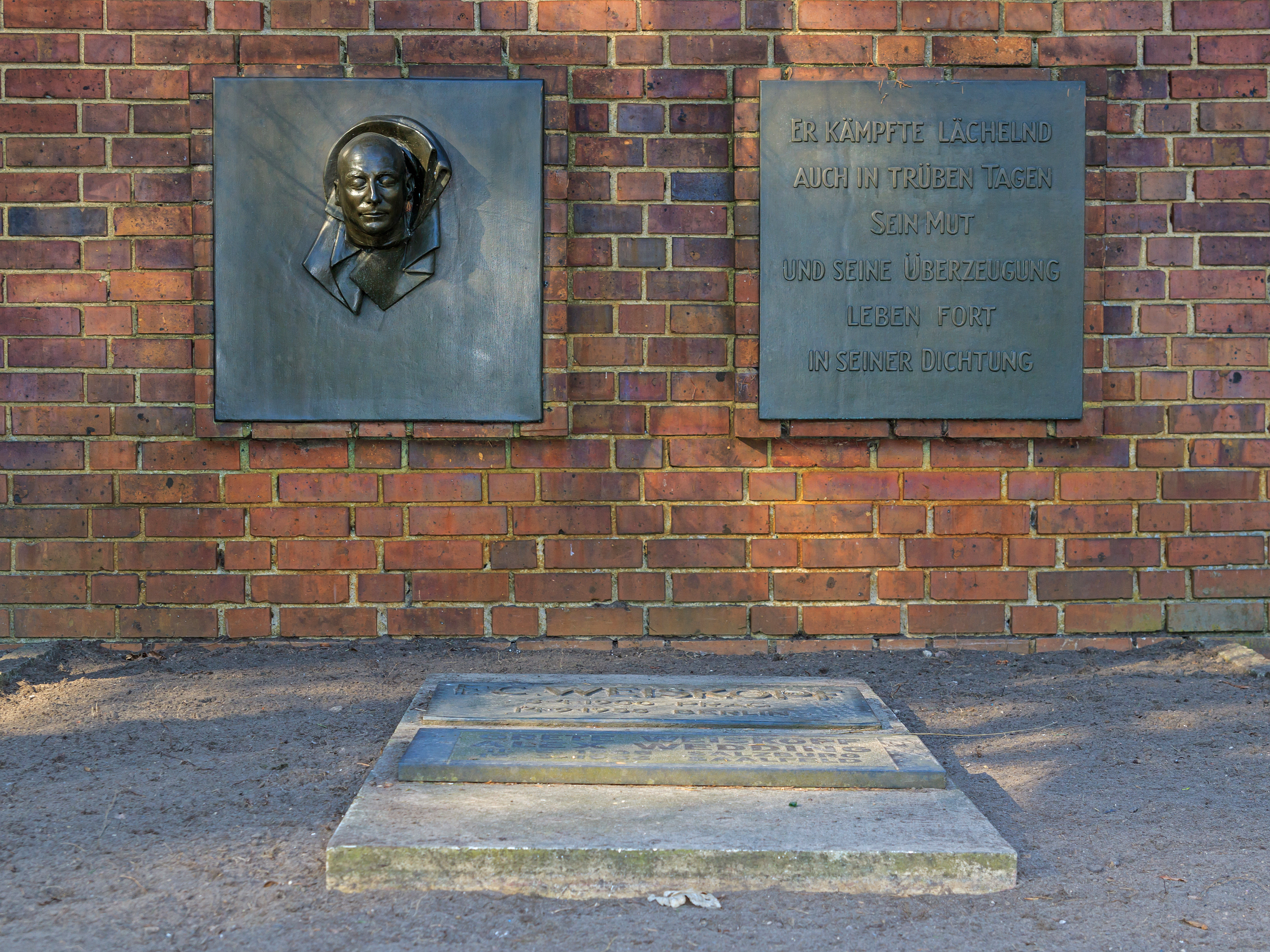
Grab von Grete und Franz Carl Weiskopf auf dem Zentralfriedhof Friedrichsfelde in Berlin

Grete und Franz Carl Weiskopf sind in einer gemeinsamen Grabanlage auf dem Zentralfriedhof Friedrichsfelde in Berlin beigesetzt. Ihrer beider Bibliothek befindet sich heute in der Akademie der Künste Berlin.

## Leistungen
In der DDR verfasste sie Kinder- und Jugendbücher, Erzählungen, Reportagen, Essays und zahlreiche Beiträge. Ihre beiden erfolgreichsten Bücher Ede und Unku und Das Eismeer ruft (beide erschienen im Malik-Verlag) wurden verfilmt.
Die Bücher Die Fahne des Pfeiferhänsleins und Söldner ohne Sold (Späterer Titel: Das große Abenteuer des Kaspar Schmeck) hatte sie noch im amerikanischen Exil verfasst und brachte sie nach dem Krieg heraus (1948). Sie wandte sich darin Ereignissen der deutschen Geschichte zu, die die bürgerliche Geschichtsschreibung vernachlässigt hatte und die sie „absichtsvoll aktualisierend“ behandelte.
Diese Werke werden der Exilliteratur zugeschrieben. Das große Abenteuer des Kaspar Schmeck wurde vom Fernsehen der DDR verfilmt.
Im Ergebnis ihrer Aufenthalte in China (1950–1952) und ihrer Reisen in Afrika (1962) gestaltete sie Kinderbücher zum damals aktuellen Leben dort und erzählte Märchen und Geschichte aus den Kulturen der besuchten Länder nach.
So entstand Das eiserne Büffelchen, in dem der chinesische Dorfjunge Tie-niu die Hauptrolle spielt. Auch dieses Buch verfilmte das Fernsehen der DDR.
Das Buch Schatz der Erde und Weißer Schnee beruht auf ihren Erlebnissen im Gebirgsland Guizhou im Südwesten Chinas und handelt vom Leben im Dorf Drachenzahn, von alten Liedern und,Tänzen und den beiden Kindern Bau de (Schatz der Erde) und E Schiu (Weißer Schnee).
Zu der Erzählung Hubert, das Flußpferd, wurde sie durch ein Buch inspiriert. In Bestien springen dich an von Alexander Lake entdeckte sie in dem Flusspferdbullen, der wirklich existierte den „idealen Märchenhelden, den Helden eines Märchens, das über Leben und Kampf der Menschen in Afrika erzählt“.
Im Vorwort zu der Sammlung chinesischer Volksmärchen Die Drachenbraut schreibt Weiskopf, sie habe „nur solche Märchen ausgewählt, die bei aller Zauberhaftigkeit ihres Geschehens und ihrer Gestalten doch Spiegel sind, in denen sich das wirkliche Leben und seine Weisheiten spiegeln“.

In Schriften und Reden legte Grete Weiskopf ihre literaturtheoretischen Auffassungen dar. Im Wissenschaftlichen Portal für Kinder- und Jugendmedien heißt es dazu 
„Hierbei ist v. a. ihre Doppelfunktion innerhalb des Systems DDR-Kinder- und Jugendliteratur interessant, da sie nicht nur an der Produktion von Literatur beteiligt ist, sondern durch ihre theoretischen Beiträge gleichfalls an den Vorgaben zur Literaturproduktion (siehe o.g. Beispiel zur Mädchenliteratur), wie auch an der Rezeption beteiligt ist".
Grete Weiskopf engagierte sich dafür, die Kinderliteratur als Teil der Literatur anzuerkennen. Sie schrieb schon 1937: „Das Gebiet der deutschen antifaschistischen Kinderliteratur ist außerordentlich vernachlässigt. (…) Leider wird dieses Literaturgebiet oft und zu Unrecht von Kritikern und Schriftstellern als nicht zur Literatur gehörig angesehen; wenn diese Ansicht auch nicht deutlich ausgesprochen wird, so ist sie doch an der Uninteressiertheit der Kinderliteratur gegenüber und der oberflächlichen Kritik von Kinderbüchern fühlbar. Vielleicht ist diese unterschätzende Einstellung vor allem von seiten der schaffenden Schriftsteller zur Kinderliteratur einer der Gründe, warum sie nicht reicher ist (1937).“
In ihrer Rede auf dem IV. Deutschen Schriftstellerkongress 1956 wiederholt sie ihre Kritik: „Unsere Kinder- und Jugendliteratur wird zwar theoretisch als Bestandteil unserer Nationalliteratur anerkannt. In der Praxis findet sie aber erst zu einem Teil Anerkennung. Obwohl wir heute schon über eine Anzahl von Werken der Kinder- und Jugendliteratur verfügen, die es mit der Literatur für erwachsene Leute ideologisch und künstlerisch aufnehmen können und die eine nachhaltige erzieherische Wirkung auf große Massen von Kindern und Jugendlichen nicht nur in der DDR, sondern über ihre Grenzen hinaus ausüben, werden diese Werke und ihre Autoren nicht für voll genommen.“

Grete Weiskopf erhob den Anspruch an Kinder- und Jugendliteratur, dass sie Vorbilder schaffen soll.
„Wir wollen Bücher schreiben, die gute und edle Gefühle im Leser wecken,… (…) Unsere Bücher sollen unsere jungen Leser zu selbstständigem Denken und verantwortungsvollem Handeln erziehen; dies erscheint mir ganz besonders wichtig, da die deutschen Menschen so oft zu Kadavergehorsam erzogen worden sind.“ Sie macht aber auch deutlich: „Das gute Buch soll durch das Erlebnis und nicht durch Belehrung erziehen."
Weiskopf machte klar, was sie von Kinderbuchautoren erwartet, beispielsweise Ehrlichkeit, Authentizität, dass sie sich künstlerisch bilden, ihr Handwerk, ihre Muttersprache beherrschen und kindgemäß schreiben. Sie ergänzte sogleich, dass sie von Literaturkritikern ehrliche und fundierte Rezensionen erwartet. Ihr Credo war: „Wissen ist Werkzeug, aber nicht Ziel. Verstand und Herz machen erst den wahren Menschen aus.“
In Bezug auf Lehrer und Erzieher war sie der Meinung: „Nur ein gebildeter, musischer Mensch kann Kindern und Jugendlichen Kunst so vermitteln, dass sie zum Erlebnis wird. , nur wer echte Freude an schöner Literatur hat und das Buch nicht zum „Pflichtlesestoff“ erniedrigt, kann den Geschmack anderer bilden.“

Zu ihrem Werk gehören auch zahlreiche Briefe an ihre jungen Leserinnen und Leser. In einem Satz fasste sie zusammen, was sie dabei bewegte:
„Wunderbar, Kinder zu verstehen. Noch wunderbarer, von ihnen verstanden zu werden.“
Als Alex Wedding, die Ede und Unku ganz bewusst als ein Buch für Mädchen und Jungen untertitelte, sprach sie sich 1954 für Mädchenbücher aus. Sie begründete das: 
„Es erschien mir selbst seltsam, dass ich, die ich überhaupt zum Schreiben kam, weil ich als Kind die sogenannten „Mädchenbücher“ albern fand und den Mangel an lebensnaher Kinder- und Jugendliteratur besonders stark verspürte, heute für die Existenzberechtigung von Mädchenbüchern eine Lanze breche; ja, dass ich für die Schaffung von Mädchenbüchern das Wort ergreife….) Es ist notwendig, Mädchenbücher zu schreiben, die das Selbstbewusstsein der Mädchen stärken; die helfen, althergebrachte Vorurteile von Mädchen und über Mädchen abzuschaffen.“

## Über Grete Weiskopf
Willi Bredel: „Alex Wedding ist sich stets gleichgeblieben, hat unermüdlich historische und literarische Studien getrieben, das Leben, die Eigenarten und Gewohnheiten der Menschen fremder Völker beobachtet und mit besonderer Liebe die Folklore durchforscht. Aus ihrem eigenen Erleben und aus dem, was ihr durch ihre Geschichtsstudien zum Erlebnis wurde, schöpfte sie für ihr künstlerisches Schaffen. Ihren jugendlichen Lesern ist sie über die Jahre hinweg treu geblieben.“
Anna Seghers: „Wir spüren jetzt an unserer Trauer, dass wir etwas Wichtiges, sehr Kostbares verloren haben. Was sie erlebt hat, war zu Geschichten und Märchen geworden, zu etwas Buntem und Seltsamem.“
Irene Henselmann, Gattin des Architekten Hermann Henselmann und Nachbarin im Haus des Kindes: „Zwischen unseren Wohnungen entwickelte sich bald so etwas wie eine Ameisenstraße, auf der unsere Kinder hin und her wanderten (...) eigentlich alle Kinder des Hochhauses. Grete war ungeheuer kinderlieb, sie hatte keine eigenen, was man bei dem unruhigen Leben, das sie geführt hatte, versteht. (...) Zur Weihnachtszeit zogen die Düfte ihrer Kuchen und Kekse durchs Haus. Alle Kinder durften beim Backen helfen, zusehen oder kosten. Als sie starb, vermachte sie jedem Kind, das zu dieser Zeit im  ‚Haus des Kindes‘ wohnte, tausend Mark.“
Günter Ebert: „Von der ersten Zeile bis zur letzten war ihr Werk der Freundschaft, der Überwindung des Rassenhasses, der proletarischen Solidarität, der moralischen Erziehung durch die Kunst gewidmet.“

## Ehrungen
- 1951 Erster Preis im Kinder- und Jugendliteraturpreisausschreiben des DDR-Ministeriums für Kultur
- 1956 Goethe-Preis der Staldt Berlin in Gold,
- 1965 Nationalpreis zweiter Klasse
- 1965 Vaterländischer Verdienstorden in Silber (VVO)[11]
- Seit 1968 wurde ein nach ihr benannter Literaturpreis, der Alex-Wedding-Preis, verliehen, seit 2024 der Weiskopf-Wedding-Preis.
- Am 27. Januar 2011 wurde anlässlich des Tages des Gedenkens an die Opfer des Nationalsozialismus in Berlin-Friedrichshain ein Weg als Ede-und-Unku-Weg zur Erinnerung an Erna Lauenburger und Grete Weiskopf benannt. Er verbindet die Scharnweberstraße mit der Dossestraße. Einen gleichnamigen Weg gibt es in Magdeburg.
- Seit zirka 2009 heißt eine kleine Straße am Alexanderplatz zwischen Karl-Liebknecht-, Keibel- und Wadzeckstraße nach ihr Alex-Wedding-Straße.
- 1966 wurde in Berlin-Friedrichshain, Singerstraße 87 die Alex-Wedding-Schule eröffnet. Später beherbergte das Gebäude die Bernhard-Rose-Schule. Heute gehört es zur Blumen-Grundschule.
- Grundschule Alex Wedding in Falkenberg, Ernst Thälmann Straße 18a, 16259 Falkenberg (Märkisch-Oderland).[30]
- Die Kita Kunterbunt in Fürstenwalde wurde 1974 als Kindertagesstätte Alex Wedding eröffnet.[31]
- Integratives Kinderhaus Alex Wedding, Waldstraße 20, 01454 Radeberg[32]
- An ihrem Geburtshaus in Salzburg, Makartplatz 7, ist eine Gedenktafel angebracht.

## Werke

### Kinderbücher
- Ede und Unku. Mit Fotos der Familie von Erna Lauenburger von John Heartfield. Malik-Verlag, Berlin 1931
  - Ede und Unku. Hörbuch – gelesen von Heike Makatsch. 3 CD-Audio. Kassel: MEDIA Net-Edition 2015. ISBN 978-3-939988-08-3.
- Das Eismeer ruft. Malik-Verlag, London 1936
- Die Fahne des Pfeiferhänsleins. 1948 (Jugendbuch über den fränkischen Prediger Hans Böhm)
- Söldner ohne Sold. Ein Roman für die Jugend. 1948 (ab der 2. Auflage 1951 unter dem Titel Das große Abenteuer des Kaspar Schmeck)
- Hubert, das Flusspferd. (Anknüpfend an ein tatsächliches Ereignis, die Wanderung des Flusspferdes Huberta durch Südafrika)
- Schatz der Erde und weißer Schnee. Mit zahlreichen Bildtafeln. Der Kinderbuchverlag Berlin 1961.
- Das eiserne Büffelchen. 1952

### Nacherzählungen
- Die Drachenbraut. Chinesische Volksmärchen. 1961
- Die Geschichte von der kleinen Schildkröte und den Goldfinken. Nach einer Fabel aus Ghana. Alfred Holz Verlag, Berlin 1963
- Im Schatten des Baobab. Märchen und Fabeln aus Afrika. Alfred Holz Verlag, Berlin 1965

### Erinnerungen
- Anfänge (1955). In: Günter Ebert..., S. 118–127
- F. C. Weiskopf – mein Lebensgefährte (1965). In: Günter Ebert..., S. 128–148
- Dem Dienst am Leben verschworen, Dem Gedenken an Bodo Uhse (1963). In: Günter Ebert..., S. 149–157.

### Essays
- Meine Caféhäuser. In: Günter Ebert..., S. 158–164

- Über die Erziehung der Gefühle. In: Günter Ebert..., S. 185–188.

- Geliebte Erdenbürger, In. Günter Ebert...., S. 203–207.

- Kinderliteratur (1937): In: Günter Ebert..., S. 219–225
- Der Schrei nach dem Mädchenbuch (1954). In: Günter Ebert ..., S. 240–247.

### Rede
- Zu einigen Fragen unserer Kinder- und jugendliteratur (1956). in: Günter Ebert.., S. 248–280.

### Übersetzungen ihrer Werke
Etliche ihrer Werke wurden in andere Sprachen übersetzt.
- Ede und Unku – Dänisch 1934, Englisch 1935, Tschechisch 1936, Amerikanisch 1953
- Das Eismeer ruft – Schwedisch und Tschechisch 1937, Norwegisch 1938, Rumänisch 1948, Polnisch und Ungarisch 1951, Slowakisch 1952, Chinesisch und Japanisch 1956
- Die Fahne des Pfeiferhänsleins – Polnisch 1950, Tschechisch 1951
- Das eiserne Büffelchen – Tschechisch 1952, Polnisch, Russisch und Ungarisch 1955, Rumänisch 1958, Estnisch 1959

## Filmografie
Literarische Vorlagen
- 1959. Das eiserne Büffelchen – Regie: Hans-Günther Bohm, Fernsehinszenierung eines Schauspiels von Paul Dornberger nach Motiven des gleichnamigen Romans von Alex Wedding

- 1961: Das Eismeer ruft (Ledove more vola) – Regie: Hanuš Burger
- 1980: Als Unku Edes Freundin war
- 1981: Das große Abenteuer des Kaspar Schmeck
- 1984: Das Eismeer ruft – Regie: Jörg Foth

Drehbuch
- 1957: Lissy
- 1964: Ferientage